# Achtubinsk
Achtubinsk (anche Ahtubinsk, in russo Ахту́бинск?) è una città della Russia europea meridionale (oblast' di Astrachan'), situata sulla riva sinistra del fiume Achtuba (ramo deltizio del Volga), 292 chilometri a nord del capoluogo Astrachan'; è il capoluogo amministrativo del rajon omonimo.

## Società

### Evoluzione demografica
Fonte: mojgorod.ru
- 1897: 7.000
- 1959: 15.200
- 1970: 43.500
- 1979: 47.400
- 1989: 50.300
- 2007: 42.600